# Posiołok Oktiabŕskogo otdielenija sowchoza «Pugaczowskij»
Posiołok Oktiabŕskogo otdielenija sowchoza «Pugaczowskij» (ros. Посёлок Октябрьского отделения совхоза «Пугачёвский») – wieś w Rosji, w rejonie anninskim obwodu woroneskiego. W 2010 r. liczyła 74 mieszkańców.